# 797-й зенитный артиллерийский полк
797-й зенитный артиллерийский полк — формирование (воинская часть, зенитный артиллерийский полк) войск противовоздушной обороны Вооружённых сил СССР в Великой Отечественной войне.
Сокращённое наименование — 797 зенап.

## История
Сформирован в Москве в ноябре 1942 года, как 797-й зенитный артиллерийский полк. Состоял из 3 зенитных артиллерийских батарей и 2 зенитно-пулемётных рот. До конца Великой Отечественной войны входил в 8-ю зенитную артиллерийскую дивизию, преобразованную в 4-ю гвардейскую зенитную артиллерийскую артиллерийскую дивизию (12 мая 1944 года). После сформирования до апреля 1943 года находился в подчинении Московского военного округа. 
В начале апреля 1943 года в составе дивизии был направлен на Воронежский фронт. С середины мая прикрывал полевые аэродромы 2ВА в районе г. Обоянь, в ходе битвы под Курском — соединения 1ТА. 
В июне — августе 1943 года воины полка сбили 17 самолётов противника. В октябре — декабре 1943 года в составе 38А 1-го Украинского фронта полк участвовал в Киевской наступательной операции, а затем в отражении контрнаступления немецко-фашистских войск юго-западнее Киева. 
За отличие в боях при освобождении Киева был удостоен почётного наименования Киевского (6 ноября 1943 года), а за успешное выполнение боевых задач и проявленные личным составом доблесть и мужество награждён орденом Красного Знамени (9 февраля 1944 года).
В 1944—1945 году полк с небольшими перерывами действовал в составе 1-й танковой армии, преобразованной 25 апреля 1944 года в 1-ю гвардейскую танковую армию. 
За образцовое выполнение заданий командования при освобождении войсками армии г. Черновицы (Черновцы) в ходе Проскуровско-Черновицкой наступательной операции был награждён орденом Богдана Хмельницкого (8 апреля 1944 года). 
За отвагу, мужество, высокую дисциплину и организованность, проявленные воинами в боях с немецко-фашистскими захватчиками, полк был преобразован в 256-й гвардейский зенитный артиллерийский полк (12 мая 1944 года). 

Завершил войну как 256-й гвардейский Киевско-Гнезненский Краснознамённый орденов Суворова, Кутузова и Богдана Хмельницкого зенитный артиллерийский полк.

### Командиры
- подполковник П. В. Лоначевский (нояб. 1942 — июль 1943),
- подполковник Ф. Ф. Роянов (июль 1943 —до конца войны).

### Отличившиеся воины
За образцовое выполнение боевых заданий, мужество и героизм 360 его воинов награждены орденами и медалями, Губа, Даниил Хрисанфович удостоен звания Героя Советского Союза.

## Награды и наименования
| Награда (наименование)           | Дата                | За что получена |
| -------------------------------- | ------------------- | --- |
| почётное наименование «Киевский» | 6 ноября 1943       | За отличия в боях при освобождении г. Киев |
| Орден Красного Знамени           | 9 февраля 1944 года | За образцовое выполнение заданий командования и проявленные при этом личным составом мужество и отвагу |
| Орден Богдана Хмельницкого       | 8 апреля 1944       | За образцовое выполнение заданий командования при прорыве обороны немецко-фашистских войск освобождение войсками армии г Черновцы и проявленные при этом личным составом мужество и отвагу (797-й зенап). |